# Иван Динков
Иван Динков е български писател – поет и белетрист, от втората половина на XX век. Баща е на левия политик и литератор Стоян Динков.

## Биография
Роден е на 26 август 1932 г. в село Смилец (окръг Пазарджик). През 1954 г. завършва право в Софийския държавен университет.
След дипломирането си работи като редактор в списание „Младеж“ и издателство „Партиздат“. По-късно е директор на издателство „Христо Ботев“. Принадлежи към така нареченото Априлско поколение, в което се включват още и хора като Любомир Левчев, Константин Павлов и Стефан Цанев.
Умира на 23 януари 2005 г. в София и е погребан в Централните софийски гробища.

## Творчество
Динков дебютира през 1960 г. със стихосбирката си „Лична карта“, която е приета нееднозначно. От една страна, действащият тогава соцреализъм в изкуството не е нарушен, но от друга – поезията на младия автор е твърде мрачна, „нота на униние, чернота и безизходност“. След втората си стихосбирка „Епопея на незабравимите“ (1963) Динков се утвърждава, получавайки одобрение от хора като Добри Жотев и Александър Геров.
През 1967 г. е отпечатана стихосбирката на Иван Динков „На юг от живота“, но веднага след това е претопена, без въобще да стигне да читателите. Причината е действащите по онова време цензурни норми, стиховете на Динков се оказват извън установения канон. Вследствие на това в продължение на десет години писателят няма правото да издава нищо. През 1977 г. все пак излиза стихосбирката „На юг от живота“ под името „Антикварни стихотворения“.
През 1970 г. в сп. „Септември“ излиза повест на Иван Динков под заглавието „Хляб от трохи“, който веднага е обявен от Александър Спиридонов за „покушение срещу народностната линия в литературата“. Тринадесет години по-късно, през 1983 г., излиза романът на Динков „Моминството на войниците“, базиран на „Хляб от трохи“. Още на следващата година излиза мемоарният роман „Цветя за махалата“, който през 1986 г. е включен като втора част на романа „Навътре в камъка“.
През 1988 г. е публикувана стихосбирката „Признания пред Белла Цонева“, посветена на съпругата на Иван Динков, актрисата Белла Цонева. Излязла през 1989 г., стихосбирката „Маски“ е била готова още през 1963 г., когато обаче е била невъзможна за отпечатване поради прекалената си неканоничност.
Други стихосбирки на автора са: „Повторения“ (1990), „Славянски псалми“ (1991), „Поетични самоубийства“ (1993), „Шепа срички“ (1994), „Живот по памет“ (1996), „Урна“ (1996), „Дневник“ (1997), „Спазми от Отечеството“ (1999) и „Табакера“ (2003).
Освен към поезията Динков се обръща и към белетристиката. През 1976 излиза неговата повест „Софийски атентат“. Сред творчеството му се откриват още обявените за „документалистика“ „Няколко пролога към един епилог“ (1968) и „Докосвания до България“ (1974). Има и книги с размисли, фрагменти, спомени – „Почит към литературата“ (1980) и „Навътре в камъка“ (1986). Автор е на пиесата „Комисия за погребение“ (1990), романите „Проверка на каруците“ (1990) и „Покрай кадифето“ (1993).

## Награди
- Носител на националните литературни награди „Иван Вазов“, „П. К. Яворов“, „Никола Вапцаров“, „Никола Фурнаджиев“, „Иван Николов“, както и на наградата „Златен ланец“ на в. „Труд“.
- През 1998 г. е удостоен за почетен гражданин на Пазарджик, „за изключителния принос в съвременната българска поезия и националната ни литературата и заслугите му за укрепване на дружеството на СБП в Пазарджик“.[3]

## Посмъртно признание
На негово име през 2006 г. е учредена национална литературна награда, която се присъжда за творчески постижения в съвременната българска литература, за изследвания върху творчеството на Иван Динков и за популяризирането му. Връчва се от Община Пазарджик на съвременни български поети, писатели, литературни критици и изследователи в родната ни литература. Връчват се и съпътстващи награди за поезия, проза, публицистика и критика, с които се награждават автори от Област Пазарджик.
В средата на декември 2007 г. департамент Нова българистика към Нов български университет организира Национална научна конференция „Иван Динков в българската литература и култура“.